# 麥克·祖尼諾
麥可·艾柯爾西·祖尼諾（英語：Michael Accorsi Zunino，1991年3月25日—），為前美國職棒大聯盟的捕手，他先前曾效力過水手、光芒與守護者等隊。
在大學時期，祖尼諾就拿下金釘鞋獎、迪克·豪瑟獎以及強尼·班奇獎。2012年美國職棒大聯盟選秀，水手隊於第1輪第3順位選進祖尼諾。

## 職業生涯

### 西雅圖水手
2013年6月12日，祖尼諾登上大聯盟。他在他生涯第2個打數擊出大聯盟生涯首安。6月14日，祖尼諾擊出他大聯盟生涯首轟。6月28日，他面對芝加哥小熊隊擊出個人生涯首支再見安打。7月25日到9月初，他因為手受傷而進入傷兵名單內。該年他出賽52場，打擊率2成14，5轟14分打點。2014年，他的打擊率僅1成99，不過敲出22轟，但也吞下158次三振。
2015年8月，由於打擊率低加上三振率高，水手隊將他下放3A調整。之後他便待在3A直到球季結束。2016年球季，球隊交易來另一位捕手克里斯·艾恩涅塔，祖尼諾也因此繼續待在小聯盟。該年他僅出賽55場，打擊率2成07，擊出12轟。2018年，他的打擊率僅2成01，20轟44分打點。不過該年的5月8日，他接捕了詹姆斯·帕克斯頓的無安打比賽。

### 坦帕灣光芒
2018年11月8日，水手隊用祖尼諾、Guillermo Heredia與Michael Plassmeyer三名球員向光芒隊發動交易，換來麥勒克斯·史密斯和Jake Fraley。2019年4月22日，祖尼諾擊出他在光芒隊的首發全壘打。球季結束後他再與光芒隊簽下1年的合約續留。

### 克里夫蘭守護者
2022年12月15日，祖尼諾與守護者簽下一年600萬美元的合約。不過他在2023年的打擊率僅1成77，並敲出3轟與11分打點。2023年6月16日，祖尼諾被球隊指定讓渡，21日成為自由球員。
2024年3月6日，祖尼諾宣布退休。

## 個人生活
祖尼諾於2012年10月6日結婚。2019年4月19日，兒子Rhett Michael出生。

## 外部連結
- 球員資訊和成績在MLB，ESPN，Baseball-Reference，Fangraphs（英文）